# Amerikaans College
Het Amerikaans College (Engels: American College of the Immaculate Conception) was een college in Leuven voor Amerikaanse theologiestudenten en priesters tot 2011. Daarna werd het een studentenresidentie voor studenten van de Katholieke Universiteit Leuven. Het gebouw kent een neogotische bouwstijl en heeft een uitgebreide tuin langs de achterkant van het gebouw.

## Geschiedenis

### Nieuwe tijd
In de vijftiende eeuw werd op de locatie van het huidige college een refugehuis gebouwd voor de cisterciënzersabdij van Aulne. Deze kloostergemeenschap uit Henegouwen besloot in 1627 het gebouw in te richten als college dat het Aulnecollege werd genoemd. Het was bedoeld voor aan het klooster verbondenen die aan de Leuvense Universiteit studeerden. Dit zou zo blijven tot in 1797, toen de oude Leuvense universiteit opgeheven werd. Na 1797 werden meerdere woningen en bedrijfjes in het complex gevestigd. Het hoekhuis huisvestte een estaminet en een beenhouwerij.

### Nieuwste tijd
In 1857 besloot de Amerikaanse “Board of Bishops” in Leuven in het voormalige Aulnecollege opnieuw een college in te richten voor seminaristen. Hierbij waren betrokken de bisschoppen Martin J. Spalding van Louisville en Pieter Paul Lefevre van Detroit, zelf uit Europa ingeweken. In het college konden Europese jongeren verblijven en theologie studeren aan de Katholieke Universiteit Leuven om vervolgens als missiepriester naar de Verenigde Staten uitgezonden te worden. De eerste rector, mgr. Kindekens zette de financiering op poten. Hij werd opgevolgd door mgr. Deneve, die in zijn dertigjarig rectoraat het college uitbouwde. Nadien volgden de rectoren John Willemsen en Jules De Decker. De Decker zette duidelijk in op een grote daadkracht en wilde graag het college uitbreiden. De eerste Amerikaanse rector zou pas na de heropening, volgend op de Tweede Wereldoorlog, in 1952 zetelen.
Bij momenten verbleven er 120 studenten, en in de jaren zestig van de twintigste eeuw moest dan ook bijgebouwd worden. Nadien trad het verval evenwel in en zakte het studentenaantal tot niet meer dan een twintigtal personen. Het college nam nieuwe taken op zich zoals het aanbieden van sabbaticals aan Amerikaanse geestelijken. In 2010 besloten de Amerikaanse bisschoppen uit besparingsoverwegingen de exploitatie van het college te stoppen. Sinds 15 september 2014 is het een niet-gesubsidieerde studentenresidentie voor studenten van de KU Leuven.

## Monument
Het gebouw werd in 2009 erkend als onroerend erfgoed. Het is neogotisch maar bevat nog restanten uit de 16de, 17de en 18de eeuw van het toenmalige Aulnecollege. De dwarsgevel aan de Karmelietenberg werd ontworpen door Joris Helleputte. Op een hoek van het gebouw is een beeldhouwwerk van een Native American te zien.

## Galerij

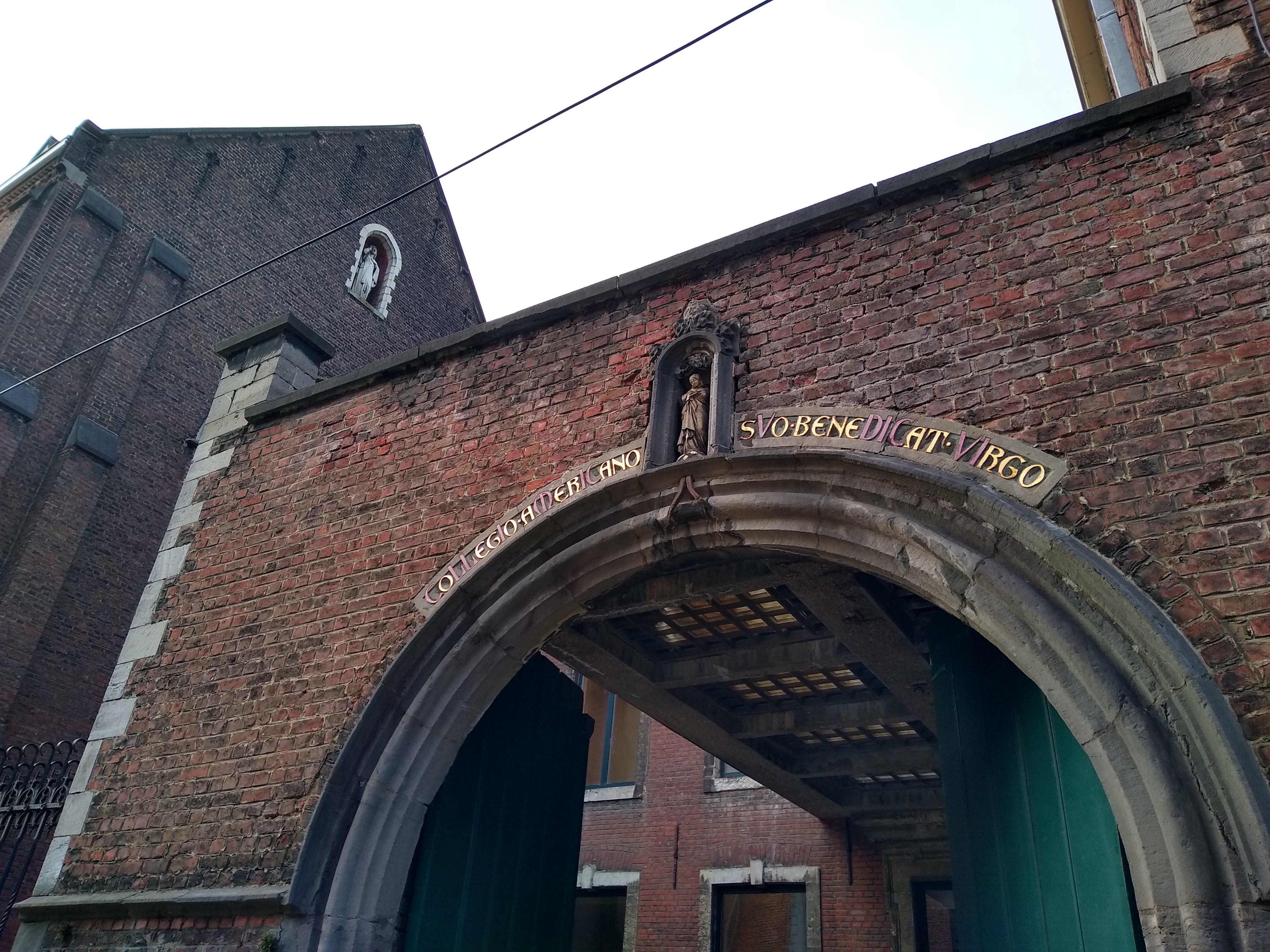
Toegangspoort van het college
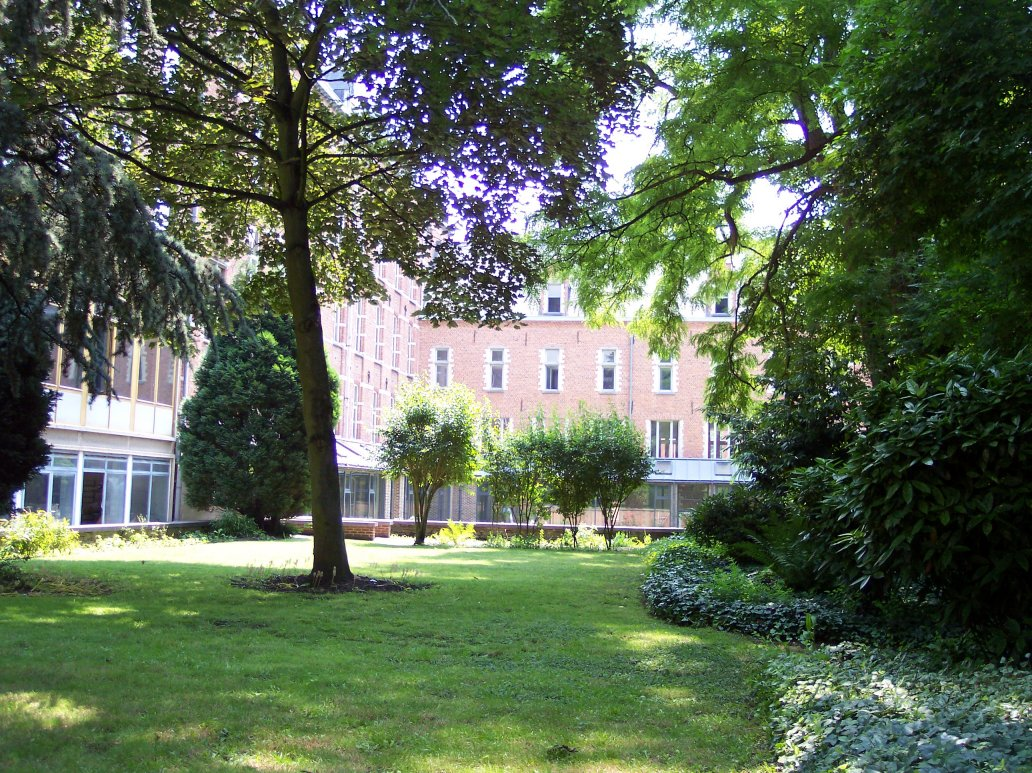
De tuin van het college
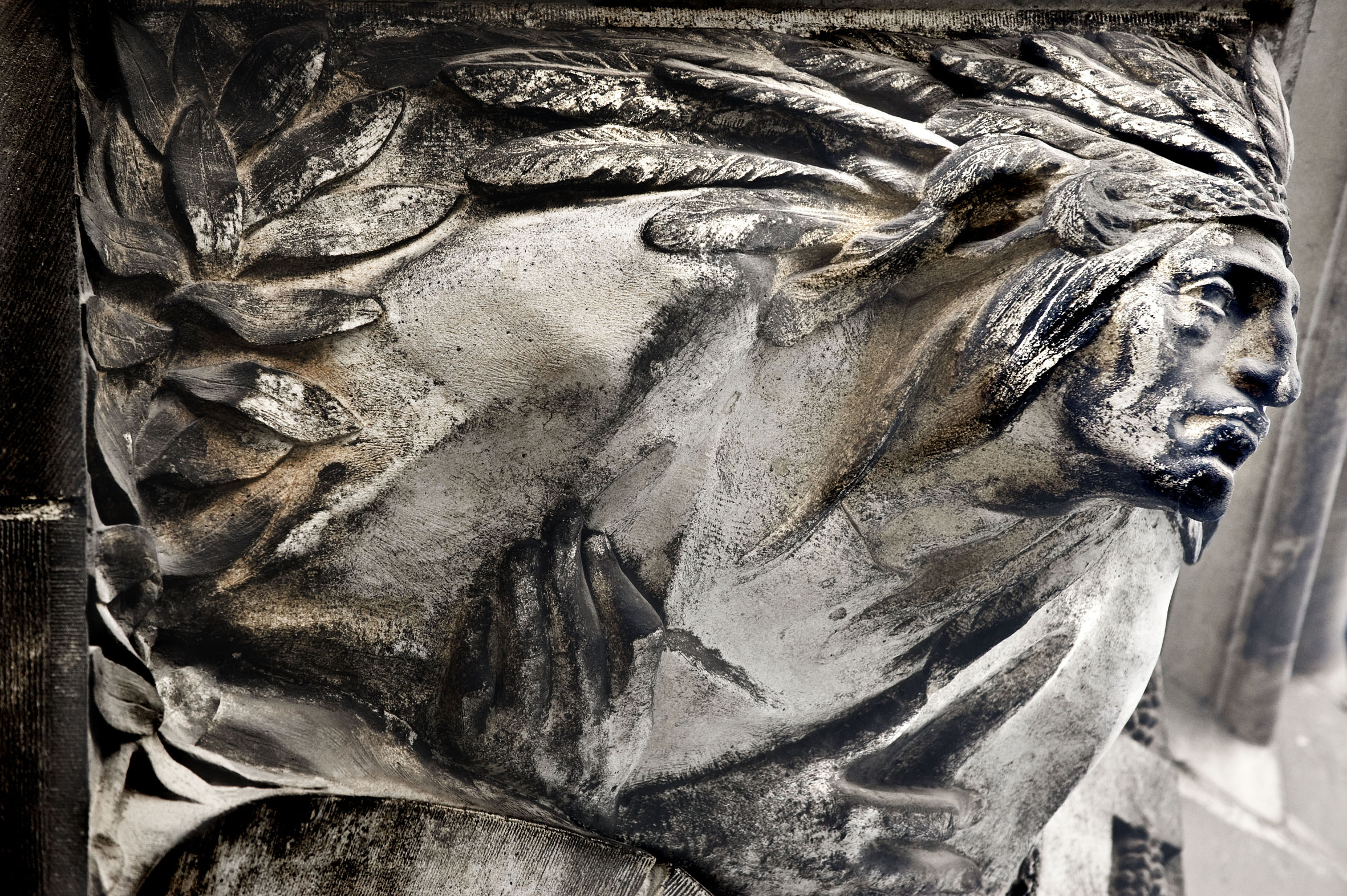
Beeldhouwwerk in de gevel